# سم‌شناسی حشرات
در حشره‌شناسی قانونی، سم‌شناسی حشرات یا حشره‌سم‌شناسی (به انگلیسی: Entomotoxicology) به تجزیه و تحلیل سموم در بندپایان (عمدتا مگس‌ها و سوسک‌ها) که از مردار تغذیه می‌کنند، گفته می‌شود. با استفاده از بندپایان در جسد یا در صحنه جرم، محققان می‌توانند تعیین کنند که آیا سموم در بدن هنگام مرگ وجود داشته‌است یا خیر. این تکنیک یک پیشرفت بزرگ در پزشکی قانونی است. پیش از این، در مورد اجسام به‌شدت تجزیه‌شده و عاری از بافت مسموم و مایعات بدن، چنین تشخیصی غیرممکن بود. پژوهش‌های مداوم در مورد اثرات سموم بر رشد بندپایان نیز امکان تخمین بهتر فاصله زمانی پس از مرگ را فراهم کرده‌است.